# Исин
Исин — город и государство Древней Месопотамии, располагавшийся в южной части региона. 
Главным божеством Исина являлась богиня Гула. 
После падения империи III династии Ура цари I династии Исина правили этим городом более двухсот лет (с 2017 по 1794 г. до н. э.).
Во время правления узурпатора Ишби-Эрры (2017 — 1985 г. до н. э.) и его преемников власть Исина распространилась в направлении Ниппура, Дильмуна, Элама, Ура и Дёра.
При Ишме-Дагане (1953—1935 г. до н. э.) и Липит-Иштаре (1934—1924 г. до н. э.) было существенно реформировано законодательство Исина.
После 1924 г. до н. э. Исин начал терять влияние, уступая доминирование в регионе царям Ларсы. Правитель Ларсы Рим-Син завоевал Исин на двадцать девятом году своего правления, за два года до воцарения Хаммурапи в Вавилоне.
Во время войны в Ираке останки Исина были разграблены и практически стёрты с лица земли в результате усилий банды из примерно трёхсот грабителей — охотников за древностями.